# Koto Ranah (Iv Nagari Bayang Utara)
Koto Ranah is een bestuurslaag in het regentschap Zuid-Pesisir van de provincie West-Sumatra, Indonesië. Koto Ranah telt 926 inwoners (volkstelling 2010).